# Alafia pauciflora
Alafia pauciflora är en oleanderväxtart som beskrevs av Ludwig Radlkofer. Alafia pauciflora ingår i släktet Alafia och familjen oleanderväxter. Inga underarter finns listade i Catalogue of Life.